# 至學路
至學路（Zhixue Rd.），原路名為農場路，為高雄市大寮區的東西向道路，西起於光明路三段路口銜接萬丹路，東止於溪寮路，是和春技術學院大發校區及和發產業園區的重要聯外道路。

## 行經行政區域
- 大寮區

## 沿線設施
（由西至東）
- 和春技術學院大發校區
- 和發產業園區

## 公共自行車
- 高雄市公共自行車租賃系統：
  - 和春技術學院大發校區：至學路288號(警衛室旁)

## 相關連結
- 高雄市主要道路列表